# Micromya transispina
Micromya transispina är en tvåvingeart som först beskrevs av Mo 1990.  Micromya transispina ingår i släktet Micromya och familjen gallmyggor. Inga underarter finns listade i Catalogue of Life.